# 西蒙·冯·施坦普费尔
西蒙·冯·施坦普费尔（德語：Simon von Stampfer，1792年10月26日—1864年11月10日），奥地利数学家、发明家、测量学家，最出名的发明是后世称为“费纳奇镜”的动态镜盘，被认为是世上首个可展示出移动画面的设备。